# シャルル・ダレ
クロード・シャルル・ダレ（仏語:Claude Charles Dallet、1829年10月18日 - 1878年4月25日）は、1874年に『朝鮮教会史』（Histoire de L'Eglise de Corée.）を著したフランス人司祭、宣教師。

## 略歴
1852年にパリ外国宣教会の神学校を卒業したのち、インドをはじめアジア各地を任地としたが、朝鮮には入国していない。その後パリ外国宣教会本部に戻り、1872年から、第5代ダブリュイ司教（1866年に漢城で処刑）が収集・整理しかけていた資料を基礎にして『朝鮮教会史』の編述に着手し、1874年に完成、刊行をみた。その後ダレは、1877年に再びアジアへ出向き、ベトナムをへてトンキンにて赤痢により病没した。

## 『朝鮮教会史』
- 原典は全2巻。ローマ教皇ピウス9世の祝辞のついた版とつかない版があり、献呈の辞は聖母マリアに捧げられている。
- 15章から成る「序論」（Introduction）は『朝鮮事情』として日本語に翻訳されている（平凡社東洋文庫所収）。序論は、『朝鮮教会史』（「本論」）を何の予備知識もなしに読まなくてはならない遠隔地の人びとのために、朝鮮とはどんな国であるかを簡潔に説明したもので、本論とは独立して編集されている。1876年の朝鮮開国に先立って、厳重な鎖国体制下の朝鮮に中国から潜入し、そこで生活したほとんど唯一の欧米人集団であるパリ外国宣教会所属のフランス人宣教師たちの通信を素材としている点できわめて資料的価値が高いとされる。なお、序論は第1巻の初めに収められ、全体の約5分の1を占める。

### 「序論」15章
1. 朝鮮の自然地理-地形-気候-産物-住民
2. 朝鮮の歴史-朝鮮の中国への従属形態-政治的諸党派の起源
3. 国王-王族-宮廷の宦官-国王の葬儀
4. 政府-文官組織および軍事組織
5. 法廷-衙前および捕卒ー監獄-刑罰
6. 科挙-官職および品階-専門学校
7. 朝鮮語
8. 社会身分-諸階級ー両班-常民-奴婢
9. 女性の社会的地位-結婚
10. 家族-養子-親族関係-法定喪
11. 宗教-先祖崇拝-僧侶-民間信仰
12. 朝鮮人の性格-道徳的美点、欠点、習慣
13. 娯楽-演劇-正月-還甲（還暦））
14. 住居-衣服-各種の風俗
15. 科学-産業-商業ー国際関係

「序論」（『朝鮮事情』）では、以下のように当時の李氏朝鮮の様子を細かく伝えている。
まず、朝鮮の地理について詳述し、山が多く、銀と銅の埋蔵量が多いが、採掘は政府により厳禁されている。人口は『朝鮮王朝実録』の憲宗6年（1840年）12月条を引用し、1840年現在、世帯数156万774戸、661万7997名である。ソウルは、人口が多い大都市であるが、見るべき建築物はなく、空気も流れることのない曲がりくねった路地ばかりで、足元にはゴミが散乱しているとし、利用しにくい道は商取引の障害になっているとしている。
国政は絶対君主制で国王は国中のあらゆる組織と物について無制限の権利を有するとしているが、実際には司憲府、司諫院、弘文館の「三司」を通じて、上級両班の牽制を受けた。また勢道政治によって王権が疲弊しつつある様子にもふれる。また役人の地位は売買されるのが慣行となっており、その地位を購入した人は、その費用を取り戻そうと特権を濫用して体裁かまうことなく行動するという腐敗にふれている。
女性の地位については極度に低く、男性の奴隷や労働力となっているだけとし、また学問については、書物はすべて中国のもので、学ぶ言葉は朝鮮語でなく漢語で、歴史に関しても朝鮮史でなく、中国史ばかり研究しており、科学技術については商工業を軽視する思想が蔓延しているため、数世紀の間、まったく進歩しておらず、産業の発展を妨げており、また貨幣制度の不備も指摘している。しかし、宣祖の御典医であった許浚の『東医宝鑑』は中国や日本でも重宝されている。科挙は、かつては人材登用の手段であったが、現在では堕落し、合格は金で買われていると伝える。
1871年から翌年にかけて、天候不順による酷い飢饉に襲われたが、朝鮮政府は己の利得のみのために、鎖国を固守し、中国や日本からの食料買い入れを許すよりも、むしろ国民の半数が死んでいくのを放置する道を選んだと伝えている。朝鮮人の衣服については、白衣が一般的であるが、多くの場合、汚れて色変わりしており、富裕な者でも不潔なことが多く、これは朝鮮人の特徴であるとしている。

### 「本論」の内容
【第1巻】
- 第1部…最初の改宗者から、北京司教派遣の中国人司祭周文謨の到着まで（1784～1794）:全6章
- 第2部…中国人司祭周文謨の入国から、彼の輝かしい殉教まで（1794～1801）:全4章
- 第3部…周文謨神父の殉教から、迫害の終結まで（1801～1802）:全5章
- 第4部…1801年の迫害の終結から、朝鮮を布教国につくりあげるまで（1801～1832）:全5章

【第2巻】
- 第1部…初代朝鮮教区司教の任命から、1839年の迫害まで（1831～1839）:全6章
- 第2部…1839年の迫害（1839～1840）:全5章
- 第3部…迫害の終結から、第3代朝鮮教区フェレオル司教の死まで（1840～1853）:全7章
- 第4部…フェレオル司教の死から、哲宗の死まで（1853～1864）:全5章
- 第5部…哲宗の死から、フランス艦隊の再来まで（1864～1866）:全3章

## 書誌情報
- ダレ『朝鮮事情――朝鮮教会史序論 その歴史・制度・言語・風俗および習慣について――』金容権訳、平凡社〈東洋文庫 367〉、1979年12月。ISBN 4-582-80367-9。
- ダレ『朝鮮事情――朝鮮教会史序論 その歴史・制度・言語・風俗および習慣について――』金容権訳、平凡社〈ワイド版東洋文庫 367〉、2008年9月。ISBN 978-4-256-80367-7。